# Sole meunière
La sole meunière (ou sole à la meunière) est un plat de poisson classique de la cuisine française. Il est constitué d'une sole de préférence entière, mais dont on a ôté la peau grise, enrobée de farine et frite dans du beurre à la poêle. On peut aussi se contenter d'utiliser des filets de sole. Ce plat est servi avec un beurre meunière fait d'un beurre noisette, de persil et d'un filet de jus de citron. La sole a une texture légère mais tendre et une saveur douce. Dans un service classique, le serveur retire les arêtes et prépare les assiettes de filets de sole à côté de la table. Puisque la sole est un poisson plat, un seul poisson donnera quatre filets au lieu de deux chez un poisson rond. Lorsqu'on prépare une sole meunière, utiliser une véritable sole franche est préférable.